# Bran Bec Mac Murchado
Bran Becc mac Murchado (mort en  738) est roi de  Leinster issu des Uí Dúnlainge une lignée du Laigin. Fils de  Murchad mac Bran Mut (mort en 727), un précédent souverain, il règne brièvement vers 738.

## Contexte
Les Annales de Tigernach notent qu'en 738 Cathal mac Finguine (mort en 742), roi de Munster conduit une expédition guerrière contre Leinster prend des otages et s'empare du trésor de Bran. Cependant les Annales d'Ulster indiquent que c'est son frère  Fáelán mac Murchado (mort en 738) qui doit donner des 
otages ce qui semble plus probable. Bran Becc est enregistré comme roi dans la liste royale du
Livre de Leinster qui ignore Áed mac Colggen (mort en 738) des Uí Cheinnselaigh qui est plus vraisemblablement roi à cette époque,.

Bran et Áed, comme de nombreux autres souverains sont tués lors de combats contre  l'Ard ri Erenn Áed Allán mac Fergaile du Cenél nEógain lors de la  Bataille de Áth Senaig (Ballyshannon, Comté de Kildare) en 738. Cette bataille connue sous le nom de « bataille des gémissements » est longuement évoquée dans les Annales irlandaises. Les Annales d'Ulster précisent:
Et les hommes disent que tant de personnes sont tombées dans cette grande bataille que nous ne trouvons aucun massacre comparable dans un seul assaut et un conflit aussi féroce dans tous les âges précédents.

## Sources primaires
- Annales d'Ulster sur CELT: Corpus of Electronic Texts at University College Cork
- Annales de Tigernach sur CELT: Corpus of Electronic Texts at University College Cork
- Livre de Leinster, Rig Laigin et Rig Hua Cendselaig sur CELT: Corpus of Electronic Texts at University College Cork

## Sources secondaires
- (en) T.W Moody, F.X. Martin, F.J. Byrne, A New History of Ireland IX Maps, Genealogies, Lists. A companion to Irish History part II, Oxford, Oxford University Press, 2011, 690 p. (ISBN 978-0-19-959306-4), p. 134 & 200 Kings of Leinster to 1171
- (en) Francis John Byrne, Irish Kings and High-Kings, Dublin, Four Courts Press, 2001, 341 p. (ISBN 978-1-85182-196-9)
- (en) T.M. Charles-Edwards, Early Christian Ireland, Cambridge, Cambridge University Press, 2000, 707 p. (ISBN 0-521-36395-0, présentation en ligne)